# Browningia hertlingiana
Browningia hertlingiana es una especie de planta suculenta perteneciente al género Browningia, dentro de la familia Cactaceae. Es endémica de Perú, concretamente del departamento de Ayacucho.

## Descripción

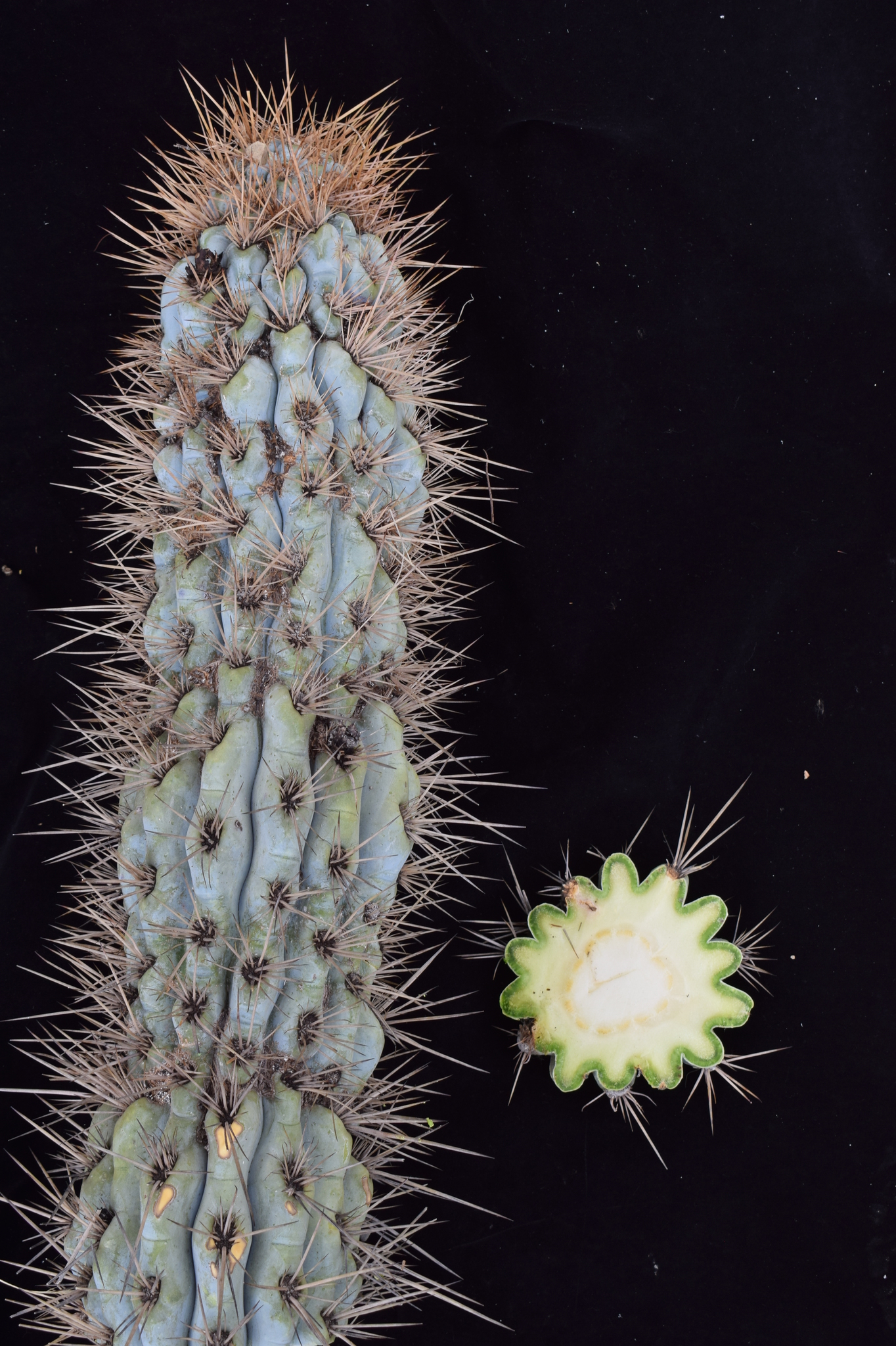
Detalle del tallo

Browningia hertlingiana es una especie de cactus que crece en forma de árbol, con varios tallos laterales y que alcanza una altura de 5 a 6 m. Puede formar un tronco de hasta 1 m de altura.
Los tallos son verticales, columnares, de color azul claro y verde, y tienen un diámetro de hasta 30 cm. Presenta 18 o más costillas divididas en tubérculos, sobre los que se asientan areolas algo hundidas con espinas de color gris amarillento. Tienen de 1 a 3 espinas centrales de hasta 8 cm de largo y de 4 a 6 espinas marginales. Además, la parte floral de los tallos está cubierta por hasta 30 espinas flexibles, amarillentas y con forma de cerdas.
Las flores son blancas, nocturnas y alcanzan hasta 5 cm de diámetro. Los frutos son secos y miden 2,5 cm de diámetro.

## Distribución y hábitat
El área de distribución nativa de esta especie es Perú y crece principalmente en el bioma desértico o de matorral seco. Concretamente en el departamento de Ayacucho, en el valle del Río Mantaro y el Río Apurímac, a altitudes de 1800 a 2000 metros sobre el nivel del mar.

## Taxonomía
La primera descripción de esta especie fue como Clistanthocereus hertlingianus, publicada en 1937 por el botánico alemán Curt Backeberg en la revista científica Cactaceae. Jahrbücher der Deutschen Kakteen-Gesellschaft, Teil 1 (Mai): 24.
Más tarde, el botánico austriaco Franz Buxbaum trasladó la especie al género Browningia, por lo que pasó a llamarse Browningia hertlingiana. Registró estos cambios en la revista científica Die Kakteen 31 y 32: Gen. C iv/I , publicada en 1965.
Etimología
- Browningia: nombre genérico otorgado en honor de Webster E. Browning (1869-1942), exdirector del Instituto Inglés de Santiago de Chile.[8]
- hertlingiana: epíteto específico otorgado en honor al comerciante alemán Sr. Hertling, compañero del botánico Curt Backeberg.[9]

## Estado de conservación
En la Lista Roja de Especies Amenazadas de la UICN, la especie está clasificada como de "Preocupación menor (LC)".

## Usos
Se cultiva principalmente como planta ornamental y su propagación se realiza normalmente a través de esquejes o semillas.

## Galería

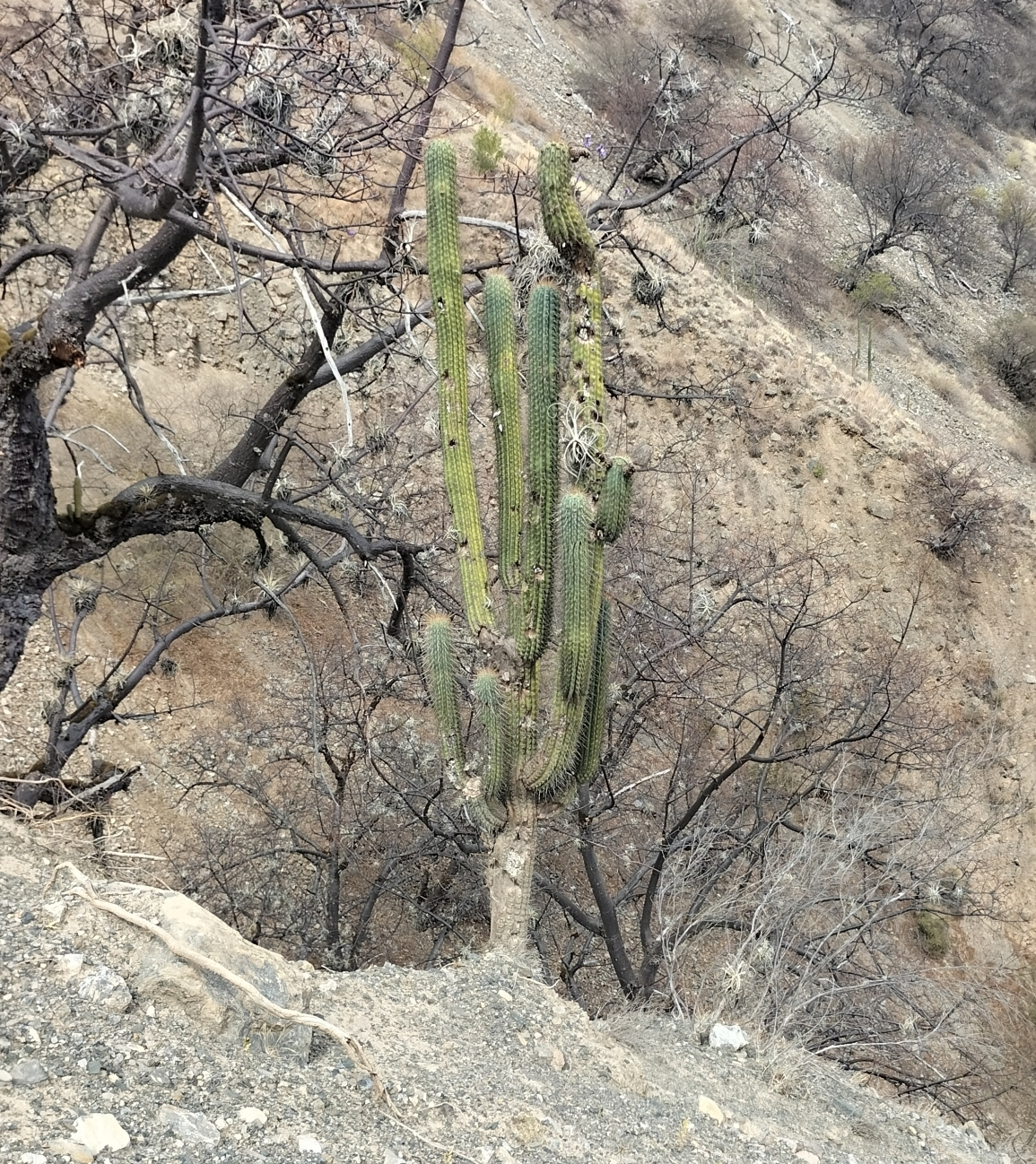
Planta en su hábitat
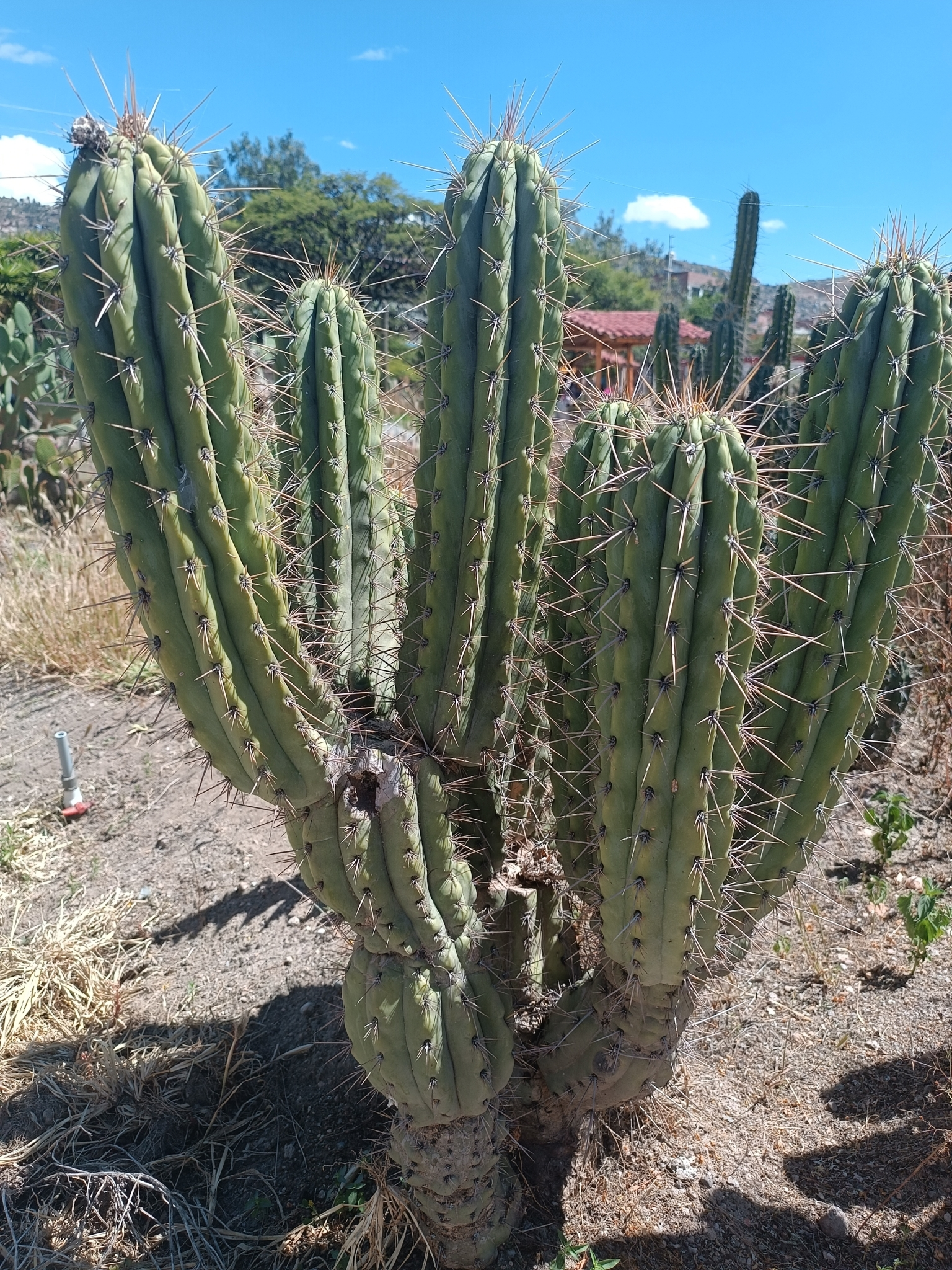
Detalle de las ramificaciones
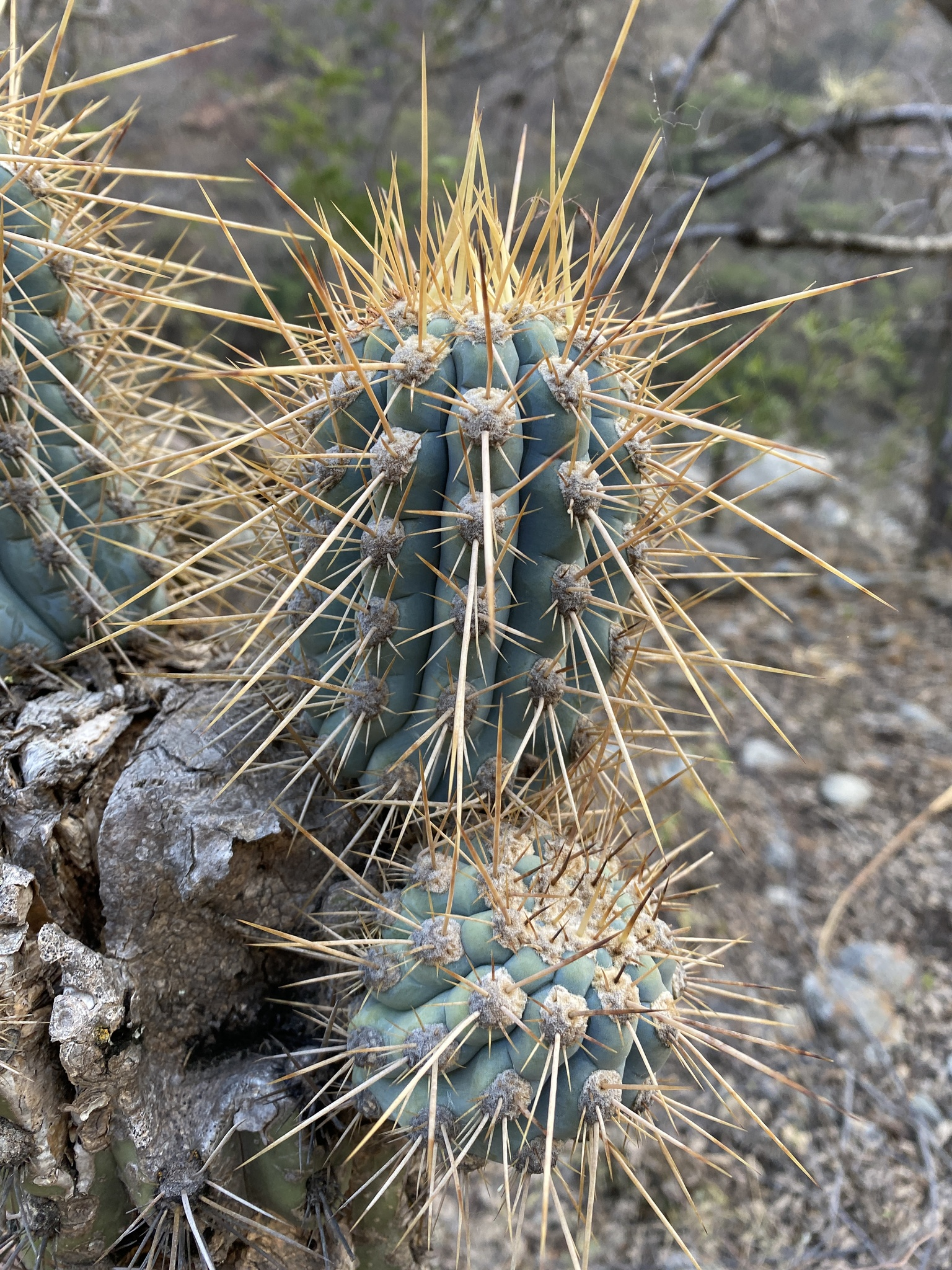
Detalle de las espinas
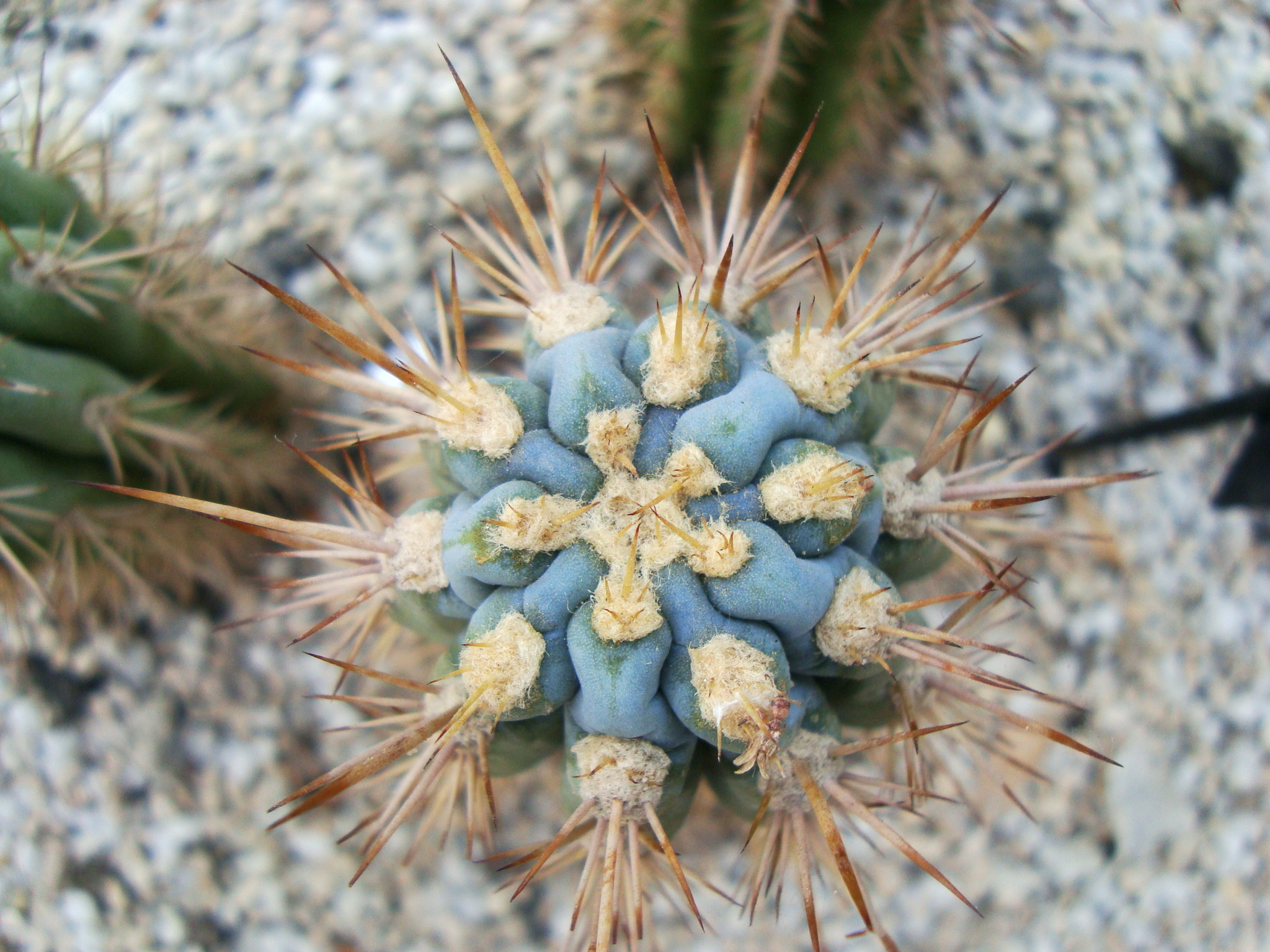
Detalle del ápice
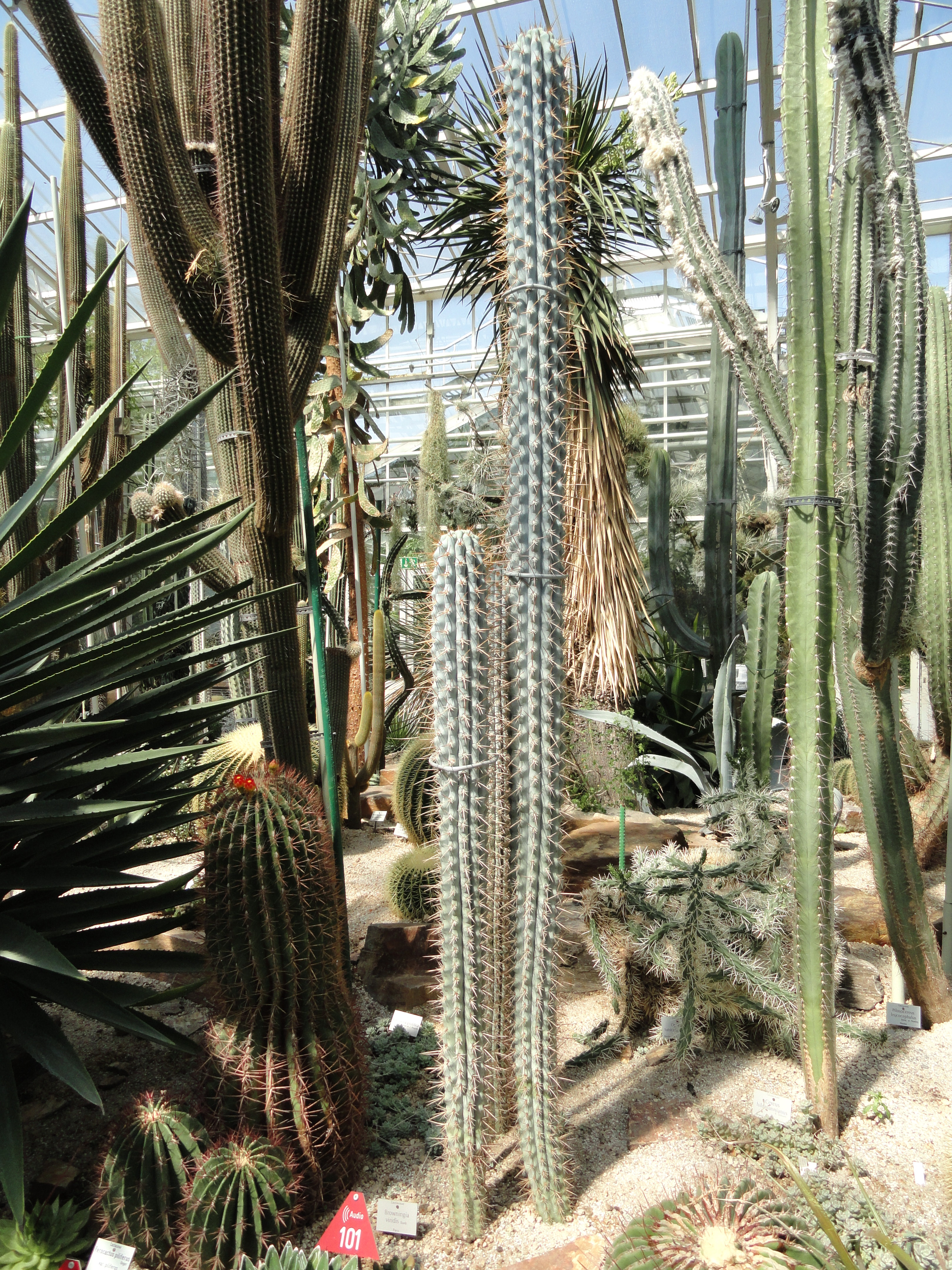
Planta en el jardín botánico de Munich (Alemania)